# Ponticola
A Ponticola a csontos halak (Osteichthyes) főosztályának a sugarasúszójú halak (Actinopterygii) osztályába, ezen belül a sügéralakúak (Perciformes) rendjébe, a gébfélék (Gobiidae) családjába és a Benthophilinae alcsaládjába tartozó nem.
A Ponticola-fajok korábban a Neogobius nembe tartoztak.

## Előfordulásuk
A nembe tartozó halak előfordulási területei fajtól függően a következők: Fekete-, Azovi- és Kaszpi-tenger, valamint az ezekbe ömlő nagyobb folyók, mint például, a Dnyeper, Dnyeszter, Duna és Volga. Vannak azonban endemikus halak is, például a Ponticola cyrius, amely csak a Kura folyóban található meg. A Ponticola rizensis és Ponticola turani, csak Törökország egy-egy forrásában lelhető fel. A Ponticola gorlap és a Kessler-géb (Ponticola kessleri) új élőhelyeket is meghódítottak, és itt inváziós fajoknak bizonyultak.

## Megjelenésük
E gébfélék mérete fajtól függően 1,9-25 centiméter között van. Többségük tarkóján és hátuk elülső részén nagyok a pikkelyek; továbbá egy hosszanti sorban 58-72 pikkely ül.

## Életmódjuk
Az összes faj mérsékelt övi és fenéklakó hal. Azonban egyesek csak szósvízben, míg mások, például a két törökországi endemikus hal, csakis édesvízben élnek. A legtöbb faj viszont a brakkvízhez alkalmazkodott és vannak állományaik mind a három vízfélében. A partközeli vizek törmelékes, kavicsos vagy dús növényzetű aljzatát kedvelik. Táplálékuk rákok, puhatestűek, soksertéjűek és árvaszunyoglárvák (Chironomidae), azonban kisebb halak, akár más gébfajok is.

## Szaporodásuk
Az ívási időszakuk fajtól függően lehet tél, nyár vagy tavasszal. Az ivarérettséget 1-2 évesen érik el. A legtöbb faj esetében, a hím őrzi és gondozza a ragadós ikrákat, amelyeket a nőstény kövekre, elhagyott puhatestűházakra vagy vízinövényekre rakott le.

## Rendszerezés
A nembe az alábbi 14 faj tartozik:
- Ponticola bathybius (Kessler, 1877)
- Ponticola cephalargoides (Pinchuk, 1976)
- Ponticola constructor (Nordmann, 1840)
- Ponticola cyrius (Kessler, 1874)
- Ponticola eurycephalus (Kessler, 1874)
- Ponticola gorlap (Iljin, 1949)
- Ponticola iranicus Vasil'eva, Mousavi-Sabet & Vasil'ev, 2015
- Kessler-géb (Ponticola kessleri) (Günther, 1861)
- Ponticola platyrostris (Pallas, 1814)
- Ponticola ratan (Nordmann, 1840) - típusfaj
- Ponticola rhodioni (Vasil'eva & Vasil'ev, 1994)
- Ponticola rizensis (Kovacic & Engín, 2008)
- szirman géb (Ponticola syrman) (Nordmann, 1840)
- Ponticola turani (Kovacic & Engín, 2008)